# Comuna de Końskowola
Końskowola (polaco: Gmina Końskowola) é uma gminy (comuna) na Polónia, na voivodia de Lublin e no condado de Puławski.
De acordo com os censos de 2004, a comuna tem 9010 habitantes, com uma densidade 100,5 hab/km².

## Área
Estende-se por uma área de 89,63 km², incluindo:
- área agrícola: 84%
- área florestal: 9%

## Demografia
Dados de 30 de Junho 2004:
|                      | Total   | Total | Mulheres | Mulheres | Homens  | Homens |
| -------------------- | ------- | ----- | -------- | -------- | ------- | ------ |
|                      | pessoas | %     | pessoas  | %        | pessoas | %      |
| População            | 9010    | 100   | 4521     | 50,2     | 4489    | 49,8   |
| Densidade (pop./km²) | 100,5   | 100   | 50,4     | 50,4     | 50,1    | 50,1   |

De acordo com dados de 2002, o rendimento médio per capita ascendia a 1295,9 zł.